# Érick Aguirre
Érick Germain Aguirre Tafolla (La Ruana, 23 februari 1997) is een Mexicaanse voetballer die doorgaans als middenvelder speelt. Hij verruilde Pachuca in juli 2021 voor Monterrey. Aguirre debuteerde in 2018 in het Mexicaans voetbalelftal.

## Carrière
Aguirre stroomde in 2014 door vanuit de jeugd van Monarcas Morelia. Hiervoor debuteerde hij op 6 augustus 2014 in het eerste elftal. Hij viel die dag in de 69e minuut in voor Luis Fernando Silva tijdens een wedstrijd in het toernooi om de Copa MX, uit tegen Necaxa (1–1). Zijn debuut in de Primera División volgde drie dagen later. Toen viel hij na 79 minuten in voor Jorge Zárate, thuis tegen Club Tijuana.
Na twee seizoenen bij Morelia verhuisde Aguirre naar toenmalig kampioen Pachuca. Daarmee won hij in het seizoen 2016/17 de CONCACAF Champions League. Als gevolg hiervan mochten zijn ploeg en hij ook naar het WK voor clubs 2017. Hij speelde in alle drie de wedstrijden die Pachuca hierop actief was. Aguirre bleef vijf seizoenen bij Pachuca en speelde daarin 142 wedstrijden in de Mexicaanse competitie. Zijn ploeggenoten en hij kwamen in die tijd niet in de buurt van een landskampioenschap.
Aguirre verruilde Pachuca in juli 2021 voor Monterrey, zijn derde club in de Primera División. Nadat hij in seizoen 2020/21 nog alles speelde, moest hij hier zijn plek weer veroveren. Dat resulteerde in zijn eerste twee seizoenen elk jaar tot 20 basisplaatsen en meer dan 25 competitiewedstrijden. Hij bereikte in 2022/23 met Monterrey de halve finale van de play-offs om het landskampioenschap, maar daarin scoorde de latere kampioen Tigres UANL een keer meer.

## Clubstatistieken
| Seizoen     | Club             | Competitie       | Competitie | Competitie | Beker | Beker | Internationaal | Internationaal | Totaal | Totaal |
| Seizoen     | Club             | Competitie       | Wed.       | Dlp.       | Wed.  | Dlp.  | Wed.           | Dlp.           | Wed.   | Dlp.   |
| ----------- | ---------------- | ---------------- | ---------- | ---------- | ----- | ----- | -------------- | -------------- | ------ | ------ |
| 2014/15     | Monarcas Morelia | Primera División | 17         | 2          | 4     | 2     | 0              | 0              | 21     | 4      |
| 2015/16     | Monarcas Morelia | Primera División | 20         | 0          | 3     | 0     | —              | —              | 23     | 0      |
| Club totaal | Club totaal      | Club totaal      | 37         | 2          | 7     | 2     | 0              | 0              | 44     | 4      |
| 2016/17     | Pachuca          | Primera División | 25         | 0          | 0     | 0     | 8              | 1              | 33     | 1      |
| 2017/18     | Pachuca          | Primera División | 26         | 2          | 4     | 0     | —              | —              | 30     | 2      |
| 2018/19     | Pachuca          | Primera División | 28         | 0          | 6     | 0     | —              | —              | 34     | 0      |
| 2019/20     | Pachuca          | Primera División | 27         | 1          | 4     | 0     | —              | —              | 31     | 1      |
| 2020/21     | Pachuca          | Primera División | 36         | 3          | 0     | 0     | —              | —              | 36     | 3      |
| Club totaal | Club totaal      | Club totaal      | 142        | 6          | 14    | 0     | 8              | 1              | 164    | 7      |
| 2021/22     | Monterrey        | Primera División | 26         | 1          | 0     | 0     | 1              | 0              | 27     | 1      |
| 2022/23     | Monterrey        | Primera División | 29         | 1          | 0     | 0     | —              | —              | 29     | 1      |
| 2023/24     | Monterrey        | Primera División | 3          | 0          | 0     | 0     | —              | —              | 3      | 0      |
| Club totaal | Club totaal      | Club totaal      | 58         | 2          | 0     | 0     | 1              | 0              | 59     | 2      |

Bijgewerkt t/m 27 augustus 2023

## Interlandcarrière
Aguirre was actief in Mexico –17 en Mexico –20. Zijn ploeggenoten en hij wonnen zowel het CONCACAF-kampioenschap –17 van 2013 als het CONCACAF-kampioenschap –20 van 2015. Daarmee kwalificeerden ze zich ook voor het WK –17 van 2013 en het WK –20 van 2015. Aguirre bereikte met Mexico –17 de finale van het WK –17. Daarin verloren de Mexicanen met 3–0 van Nigeria –17. Op het  WK –20 strandden zijn teamgenoten en hij in de poulefase. Aguirre maakte in 2016 deel uit van de Mexicaanse ploeg op de Olympische Zomerspelen. Hij kwam daarop in actie tegen Fiji en Zuid-Korea. Het toernooi eindigde ook hier in de groepsfase voor Mexico.
Aguirre debuteerde op 12 september 2018 in het in het Mexicaans voetbalelftal. Bondscoach Ricardo Ferretti zette hem toen in de basis tijdens een oefeninterland tegen Amerika. Hij speelde dat jaar nog drie oefeninterlands, maar mocht niet mee naar de Gold Cup 2019. Na afloop van dat toernooi werd hij wel weer geselecteerd voor wedstrijden in de CONCACAF Nations League.

## Erelijst
| Competitie                 | Aantal     | Jaren      |            |            |
| CF Pachuca                 | CF Pachuca | CF Pachuca | CF Pachuca | CF Pachuca |
| -------------------------- | ---------- | ---------- | ---------- | ---------- |
| CONCACAF Champions League  | 1x         | 2016/17    |            |            |
| Monterrey                  |            |            |            |            |
| CONCACAF Champions League  | 1x         | 2021       |            |            |
| Mexico –17                 |            |            |            |            |
| CONCACAF-kampioenschap –17 | 1x         | 2013       |            |            |
| Mexico –20                 |            |            |            |            |
| CONCACAF-kampioenschap –20 | 1x         | 2015       |            |            |

2 Barreiro ·
3 Elbis ·
4 Tapias ·
5 Guzmán ·
6 R. López ·
7 Sagal ·
8 S. Pérez ·
9 J. Pérez ·
10 Cardona ·
11 Ulloa ·
12 García ·
13 Blanco ·
14 Aguirre ·
16 Hernández · 
18 Martínez ·
19 Figueroa · 
21 O. Pérez ·
22 Romero ·
23 Murillo ·
24 P. López ·
25 Peña ·
26 Herrera ·
28 E. Sánchez ·
29 Jara ·
32 A. Sánchez ·
33 Castrejón ·
34 Palacios ·
Coach: Ayestarán